# Amesia aliris
Amesia aliris är en fjärilsart som beskrevs av Doubleday 1847. Amesia aliris ingår i släktet Amesia och familjen bastardsvärmare. Inga underarter finns listade i Catalogue of Life.